# Gregory L. Stuart
Gregory L. Stuart é professor no departamento de psicologia da Universidade do Tennessee em Knoxville. Seus estudos são focados em psicologia clínica, violência entre parceiros íntimos, uso e abuso de substâncias e drogas, abuso infantil e violência contra idosos.
Stuart é co-autor da Escala de Razões para a Violência, um questionário desenvolvido  para identificar as motivações (e sua frequência) por trás de atos de violência entre parceiros íntimos.